# Ice Cream of Margie (with the Light Blue Hair)
«Ice Cream of Margie (with the Light Blue Hair)» (с англ. — «Мороженое Мардж (синеволосое)») — седьмая серия восемнадцатого сезона мультсериала «Симпсоны». Впервые вышла 26 ноября 2006 года в США на телеканале «FOX».

## Сюжет
На Спрингфилдской электростанции во время игры в хоккей на стульях с офисными принадлежностями мистер Бёрнс наказывает Гомера за непрофессиональное поведение во время игры. Гомер получает больше проблем, когда мимо завода проезжает грузовик с мороженым, из-за чего он воображает, что мистер Бёрнс — это вафельный конус мороженого, и пытается лизнуть его, после чего Гомер бежит к грузовику с мороженым. В результате этого Гомера увольняют.
Гомер использует купюру в 100 долларов, чтобы купить мороженое за 25 центов у мороженщика Макса, который при пересчёте монет на сдачу падает и умирает от сердечного приступа. Вдова Макса продает грузовик Гомеру. Последний обращается к Отто, чтобы переделывать его.
Тем временем в «Шоу Оплы» рассказывается об успешных женщинах, что приводит Мардж в глубокую депрессию, поскольку она чувствует, что не сделала ничего запоминающегося в своей жизни. Мардж вдохновляется всеми палочками от эскимо, которые Гомер приносит домой, и делает из них скульптуры.
Кент Брокман видит скульптуры и берёт интервью у Мардж, которая говорит, что создала их, чтобы они послужили напоминанием о ней после её смерти. Кент приглашает её в свою популярную передачу «Кентрестиные люди Кента Брокмана». Благодаря рекламе богатый техасец создаёт художественную выставку, чтобы продемонстрировать талант Мардж. Однако открытие в субботу, в день с высокими продажами мороженого. Гомер обещает вернуться к 3 часам, чтобы увидеть арт-шоу. Он теряет счёт времени и спешит домой, но случайно врезается в свой собственный газон, уничтожая все скульптуры Мардж. Мардж говорит, что Гомер разрушил её мечты, и запирается в спальне.
Гомер пытается выразить, как плохо он себя чувствует, послав свои фотографии под дверь, но вскоре он засыпает. Когда он просыпается, Мардж ушла, а дедушка Симпсон присматривает за Бартом и Лизой, которые говорят отцу, что Мардж ушла несколько часов назад.
Оказывается, что Мардж находится на вершине мэрии, где она заявляет, что покажет миру, как она относится к Гомеру. Она показывает самую большую скульптуру из эскимо, которую она когда-либо делала, и это — Гомер. Мардж понимает, что Гомер пытался сдержать своё обещание и выполнить его вовремя, не то чтобы ему было всё равно. Мардж приносит свои извинения Гомеру за то, как она действовала, Гомер приносит свои извинения за то, что разрушил её скульптуры, и они воссоединяются (на удивление Оплы).
В заключительной сцене показывается будущее: через 200 лет скульптура Гомера является единственным оставшимся элементом западного искусства в мире, где iPod’ы поработили людей.

## Культурные отсылки
- Название серии — отсылка к линии американскому ситкому «I Dream of Jeannie», а также — к песни «Jeanie with the Light Brown Hair»[1].[неавторитетный источник]
- Результат переделки грузовика показан в стиле программы «Тачку на прокачку» (по совпадению, в программе был эпизод, в котором у человека был сломанный грузовик с мороженым, и он хотел, чтобы Xzibit его «прокачал»)[1].[неавторитетный источник]
- Сцена, в которой Гомер одевается как мороженщик, является отсылкой к заставке «Шоу Али Джи»[1].[неавторитетный источник]
- Когда Змей угоняет вертолёт, он говорит Кенту Брокману о затруднении движения «на пересечении 101-й и 405-й». В реальности, движение на пересечении 101-й и 405-й автострад фактически происходит в Шерман-Окс, штат Калифорния.
- Когда Гомер мчится на арт-шоу Мардж, звучит тема сериала 1970-х «Улицы Сан-Франциско».
- Гомер путает статую самого себя со статуей персонажа Magilla Gorilla из одноимённого мультсериала (в руском дубляже — «со статуей большой гориллы»)[1].[неавторитетный источник]

## Отношение критиков и публики
Во время премьеры на канале Fox серию просмотрели 10.90 млн человек.
Дэн Айверсон из IGN посчитал весь эпизод скучным и сказал, что у него нет общего качества, чтобы сделать интересным. Однако ему понравилась реплика Карла Карлсона Ленни Леонарду: «После таких слов все подумают, что мы геи». Он также оценил пародию на Шоу Али Джи. Он дал эпизоду окончательный рейтинг 5.2/10.
Адам Финли из «TV Squad» дал серии негативный отзыв и, как и Айверсон, сказал, что это скучно.
На сайте The NoHomers Club согласно голосованию большинство фанатов оценили серию на 4/5 со средней оценкой 3.46/5.